# Magrane
Magrane (în arabă مقران) este o comună din provincia El Oued, Algeria.
Populația comunei este de 24.577 de locuitori (2008).